# 國家挪威語
挪威國語 （挪威語：Riksmål），又称里克斯莫勒語，是挪威的一種書寫以及口頭標準語言，與書面挪威語非常接近，是一種形態保守的挪威語。
丹麥語一直以來是挪威精英階級在丹麥-挪威聯合王國時期所使用的書寫以及口頭的標準語言。1907年之前，挪威語的書寫幾乎與丹麥語一致。1907年之後的語言改革方案，使挪威語的正字法開始與丹麥語產生距離。新的保守挪威語改革被命名爲挪威國語，以與同時期的另外一套改革方案蘭本土挪威語（今新挪威語）區分開。1929年，保守語言改革方案由挪威國語正式更名爲書面挪威語。
1938年開始，由挪威工黨所引進的正字法改革受到不斷加劇的反抗，批評人士稱政府的改革方案過於激進，並且一些獨立於政府的語言機構亦開始發佈自己的書寫標準，並且將其繼續稱爲挪威國語，以與經過政府改革的書面挪威語區分開來。各種書寫方案的競爭觸發了挪威語言衝突，並且於20世紀50、60年代達到頂峯。後來挪威政府成立了“語言和平委員會”，以圖將挪威國語和書面挪威語的差別縮小至最低。但直至2005年，挪威國語和書面挪威語都仍是事實上互相獨立。2005年的一項書面挪威語改革，引進了更多的挪威國語成分。21世紀以來，兩種書寫方案幾乎相同，僅存在相當細微的差異。挪威政治家 Aslak Sira Myhre 稱挪威國語已經事實上“取代”了書面挪威語，並且和平地在競爭中勝出。

## 歷史
1814年丹麥-挪威聯合王國解體後，挪威並無自己的國語標準。當時挪威書面上使用丹麥語，而口語上則使用各類方言，有些甚至還不能互通。獨立後的挪威又被瑞典所吞併形成新的聯合王國。挪威人遂擔心，若仍無自己國語，瑞典可能會在挪威強推瑞典語。
故當時一些挪威人士，例如亨利克・韋格郎和比約恩斯徹納・比昂松等，開始呼籲以當時挪威上層使用的丹麥-挪威語爲基礎，制定挪威語的標準。最終標準由挪威教師克努特・克努岑提出。克努岑在學校中親身目睹挪威學童在學習丹麥語上的困難，因爲書面丹麥語和這些學童所講的挪威語差異很大。

### 克努特・克努岑
克努特・克努岑從1850年代開始發表了數本關於挪威語標準的著作。但“挪威國語”這個叫法，最早由比約恩斯徹納・比昂松於1899年提出，用以指代當時挪威本土使用的丹麥語，以及被上層當作口頭語言的丹麥-挪威語。同年，在比昂松的領導下，挪威開展了國家挪威語運動，以抗衡與其同期競爭的新挪威語。

### 傳播
挪威國語於19世紀後期開始成爲挪威學童學習的語言，同時挪威的報紙亦開始採用該套正字法。1907年，挪威國語成爲政府承認的標準之一。1917年，政府提出針對挪威國語的改革方案，引入更多新挪威語以及挪威本土方言的元素，以期縮小與新挪威語的差距。1929年挪威國語被更名爲書面挪威語。政府的改革方案激起挪威國語支持者的反抗，隨後這些反抗人士一直嘗試維持挪威國語的“純潔性”，並反對書面挪威語及新挪威語，尤其是後期的共同挪威語。
1938年的書面挪威語改革中，書面挪威語呈現出更多的新挪威語元素，並且原先一些傳統丹麥-挪威語的表達亦被廢止。該改革方案被認爲是更加激進的書面挪威語，通常被稱爲共同挪威語。方案遭受挪威國語主義者更加強烈的反抗，並且反抗運動於1950年代達到頂峯。1953年，挪威學院成立。由於挪威國語主義者持之以恆的反抗，1959年政府開始更加溫和的語言改革，並且一些之前作出的激進改革亦在1981年及2005年的改革方案中被陸續廢止。

### 文學傳統
三位挪威作家獲得了諾貝爾文學獎：比約恩斯彻納・比昂松（1903年），克努特・漢姆生（1920年）和西格麗德・溫塞特（1928年）。在這三位作家中，漢姆生用丹麥語寫作，比昂松和溫塞特用挪威國語寫作。

## 現時地位
現時，挪威國語主要指1917年挪威國語的書面以及口頭標準挪威語，該語言並不享有官方地位，且主要由挪威學院負責規範管理。雖然挪威國語在歷史上亦曾經歷了數次改革，但都沒有像書面挪威語那麼激進。在最近的一次的書面挪威語改革中，兩者的差異進一步縮小，現類似於美式英語及英式英語之間的關係。但挪威學院依然堅持自己的標準。
如今，書面挪威語和挪威國語的主要區別在於規範管理的方式。挪威國語透過挪威學院由已出版文學記錄拼寫法和語法來進行規範管理；只有實際使用的拼寫和語法才有機會被納入學院的字典。 挪威學院批准的拼寫和語法在很大程度上取決於接近丹麥裔（就是說上層階級）使用的語言，通常不包括平民演講中的庸俗語言。存在於經典文學中的拼寫法通常被納入學院的字典，如“sprog”、“efter”和“sne”，雖然如今極少數挪威人會那樣說話。
書面挪威語透過政治程序進行規範管理，要麼透過由挪威語言委員會來決定，要麼有時甚至透過挪威國會的投票。 尚未記錄的拼寫法和語法經常被介紹採用，例如「修訂計數念法」。 挪威國會在1950年決定，書面挪威語應該开始使用英語式的計數念法（21 = tjueen，22 = tjueto，等等），而挪威國語至今堅持原来的德國式的計數念法（21 = enogtyve，22 = toogtyve，等等）。 來自平民言論的粗俗形式經常被書面挪威語採用，儘管通常作為可選形式。
挪威最大的報紙——《挪威晚郵報》，至今依然繼續使用挪威國語作爲標準書寫語言。

## 《主禱文》[7][8][9][10]
| 中文                                         | 挪威國語 Riksmål                                            | 書面挪威語 Bokmål                                             | 新挪威語 Nynorsk                                                |
| -------------------------------------------- | ----------------------------------------------------------- | ------------------------------------------------------------- | --------------------------------------------------------------- |
| 我們在天上的父，                             | Fader vår, du som er i himmelen!                            | Vår Far i himmelen!                                           | Vår Far i himmelen!                                             |
| 願你的名被尊為聖，                           | Helliget vorde ditt navn;                                   | La navnet ditt helliges.                                      | Lat namnet ditt helgast.                                        |
| 願你的國降臨，                               | komme ditt rike;                                            | La riket ditt komme.                                          | Lat riket ditt koma.                                            |
| 願你的旨意成就在地上，如同在天上一樣。       | skje din vilje, som i himmelen, så og på jorden;            | La viljen din skje på jorden slik som i himmelen.             | Lat viljen din råda på jorda slik som i himmelen.               |
| 我們每天所需的食物，求你今天賜給我們；       | gi oss idag vårt daglige brød;                              | Gi oss i dag vårt daglige brød,                               | Gjev oss i dag vårt daglege brød,                               |
| 赦免我們的罪債，好像我們饒恕了得罪我們的人； | og forlat oss vår skyld, som vi og forlater våre skyldnere; | og tilgi oss vår skyld, slik også vi tilgir våre skyldnere.   | og tilgjev oss vår skuld, slik vi òg tilgjev våre skuldnarar.   |
| 不要讓我們陷入試探，救我們脫離那惡者。       | og led oss ikke inn i fristelse; men fri oss fra det onde.  | Og la oss ikke komme i fristelse, men frels oss fra det onde. | Og lat oss ikkje koma i freisting, men frels oss frå det vonde. |
| 因為國度、權柄、榮耀，全是你的，直到永遠。   | For riket er ditt, og makten og æren i evighet.             | For riket er ditt og makten og æren i evighet.                | For riket er ditt og makta og æra i all æve.                    |